# Хенодусы
Хенодусы, или хеноды (лат. Henodus) — род вымерших пресмыкающихся из отряда плакодонтов, живших во времена триасового периода (карнийский век). Включает единственный типовой вид — Henodus chelyops. Систематики не пришли к единому мнению, к какому объемлющему таксону относится род: часть включают его в кладу Cyamodontida, часть — в семейство Henodontidae.
Ископаемые остатки, относимые к роду, найдены только на юго-западе Германии, где в триасовом периоде хенодусы населяли солоноватоводные и пресные водоёмы (лагуны).

## Описание
Из всех плакодонтов хенодусы больше всего походили на черепах. Верхний панцирь с большим запасом покрывает все относительно плоское тело вместе с конечностями. Как и у других представителей клады Cyamodontida, верхнему панцирю соответствует нижний — пластрон, закрывающий всю нижнюю часть тела. И панцирь, и пластрон представляют собой геометрический набор отдельных пластинок. Голова квадратная, сужающаяся перед глазами.
Длина плакодонта составляла 1 м.

## Палеоэкология
Плоское тело хенодусов лучше приспособлено к поискам пищи на ровном морском дне, чем на усеянных моллюсками рифах, у которых кормились их родичи. Судя по всему, жили они в солоноватых или пресных лагунах, отыскивая ракообразных в мягком песчаном грунте. Слабые конечности свидетельствуют о том, что хенодусы мало времени проводил на суше.